# Hans Schrem
Hans Schrem (* 2. August 1911 in Eberswalde; † 1. Oktober 1961 in Lübeck) war von 1948 bis 1961 Chefredakteur der Lübecker Nachrichten.

## Leben
Schrem finanzierte sein Studium der Nationalökonomie und Soziologie durch Unterricht in Stenographie. Als Wissenschaftlicher Hilfsarbeiter wurde er im Februar 1940 in der Presseabteilung des Auswärtigen Amtes tätig, in den Jahren 1941 bis 1942 dann als Gehilfe des Pressereferenten in Stockholm. Den Rest des Krieges verbrachte er als Kriegsberichterstatter an der Front.
1948 wurde er Chefredakteur der „Lübecker Nachrichten“ (LN). Er faszinierte die Leser der Nachkriegsjahre mit seiner sonntäglichen Kolumne „Guter Morgen, lieber Leser“, in der er die Ereignisse des Nachkriegsalltages den Menschen nahebrachte. Er kommentierte immer wieder kirchliche Ereignisse und unterhielt die Leserschaft mit Anekdoten in hoher literarischer Qualität. Er initiierte die Versöhnung Thomas Manns mit seiner Heimatstadt Lübeck und war mehrfach Gast in Werner Höfers Internationalem Frühschoppen. Er starb am 1. Oktober 1961 unerwartet auf der Höhe seines Schaffens kurz nach seinem fünfzigsten Geburtstag.
Seine zweite Ehefrau Hildegard Schrem betreute die Frauen- und Jugendseiten der LN bis 1988. Als „Frau Katrin antwortet“ war auch sie eine Institution in Lübeck. Sie überlebte ihren Mann um 47 Jahre und starb im November 2008 im Alter von 94 Jahren.